# На безымянной высоте (песня)
«На безымянной высоте» — популярная песня о Великой Отечественной войне, записанная для кинофильма «Тишина». Автор слов — поэт Михаил Матусовский, композитор — Вениамин Баснер. Впервые песня в кинофильме была исполнена Львом Барашковым.

## История создания
Дымилась роща под горою,

И вместе с ней горел закат…

Нас оставалось только трое 

Из восемнадцати ребят.

Как много их, друзей хороших, 

Лежать осталось в темноте — 

У незнакомого поселка 

На безымянной высоте.
Песня написана на основе реальных событий — боя 18 советских солдат 8-й роты 718 полка 139-й стрелковой дивизии 10-й армии Западного фронта под командованием лейтенанта Евгения Порошина против двухсот немецких солдат в ночь с 13 на 14 сентября 1943 года на высоте 224,1 (54°03′31″ с. ш. 33°40′37″ в. д.) у деревни Рубежанка Калужской области.
По воспоминаниям поэта Михаила Матусовского впервые об этом бое он услышал во время службы в газете 2-го Белорусского фронта от редактора дивизионной многотиражки Николая Чайки. Впоследствии он вспомнил об этой истории в начале 60-х годов:
А припомнилось мне все это снова, когда в начале 1960-х годов режиссёр Владимир Басов пригласил меня и композитора Вениамина Баснера работать вместе с ним над фильмом «Тишина» по одноименному роману писателя-фронтовика Юрия Бондарева. Басов попросил нас написать песню, которая как бы сфокусировала в себе фронтовую судьбу двух главных героев картины. Песню, не поражающую масштабностью и размахом событий. И тогда я вспомнил этот бой. В истории Великой Отечественной войны он только маленький эпизод, но как велико его значение!..

Композитор Вениамин Баснер вспоминал, что музыка к песне была написана не сразу, а мелодия пришла к нему в голову в поезде:
Когда третий вариант её был забракован и поэтом, и режиссёром картины «Тишина» Басовым, и старшим музыкальным редактором «Мосфильма» Лукиной. я отчаялся, хотел вообще отказаться от этой работы. Но Басов, выслушав мои сомнения, сказал, что время еще есть, и просил продолжать поиски. Сердитый, ехал я домой, в Ленинград, и вдруг по дороге, в вагоне дневного поезда, почувствовал совершенно новую мелодию… Записать её было нечем, не на чем — поэтому всю дорогу пел про себя, чтобы не забыть…

## Прототипы
В ночь на 14 сентября 1943 года группе из 18 бойцов 8-й роты 718 полка 139-й стрелковой дивизии была поставлена задача овладеть высотой 224,1 у деревни Рубежанка, обеспечивающей удобный выход к реке Десна. Группу составляли в основном новосибирцы, 9 работали на заводе «Сибметаллстрой» (ныне «Сибсельмаш»). Под командованием младшего лейтенанта Евгения Порошина бойцы смогли выполнить задачу и овладеть высотой, но были отсечены от основных сил 139-й стрелковой дивизии превосходящими силами противника. В течение всей ночи 18 солдат удерживали высоту, отбивая атаки превосходящих сил немцев.
К утру из состава группы остались в живых лишь двое — рядовой Герасим Лапин был отброшен разрывом снаряда под куст и найден наступающими бойцами своей дивизии живым, а сержант Константин Власов был захвачен в плен немецкими войсками (впоследствии бежал через разобранный пол вагона, воевал в партизанском отряде).

## Память
К 35-летию Победы в 1980 году на месте боёв был открыт мемориальный комплекс. Мемориал сооружен по проекту скульпторов братьев Александра Дмитриевича и Николая Дмитриевича Щербаковых и архитектора Евгения Ивановича Киреева. «Безымянная Высота» является музейно-краеведческим комплексом Калужского краеведческого музея.
С 2010 года в Новосибирске реализуется проект под названием «На безымянной высоте». 18 юношей и девушек, показавших себя достойными, ежегодно отправляются к мемориалу, чтобы своими глазами увидеть места того памятного сражения. Они общаются с ветеранами, посещают музей, узнают подробности битвы.

## Известные исполнители песни
Впоследствии песня выходила на грампластинках, а также исполнялась многими представителями советской эстрады:
- 1964 год — Лев Барашков, первое исполнение в кинофильме «Тишина» и на грампластинках[9][10]. В 1976 году, на сольной грампластинке артиста вышло второе исполнение песни, записанное вместе со Львом Полосиным и Борисом Кузнецовым, в сопровождении ансамбля «Мелодия» п/у Георгия Гараняна[11]
- 1965 год — Эдуард Хиль[12]
- 1968 год — Борис Штоколов в музыкальном фильме-концерте «Город и песня»
- 1969 год — Борис Штоколов на грампластинке «Боевому подвигу народа посвящается: Звучащие страницы музыкальной летописи»[13]
- 1971 год — На грампластинке «600 лет городу Калуге» песню исполнил мужской академический хор г. Калуги, худ. рук. Е. Деревяшкин, солист Э. Петраков[14]
- 1972 год — Юрий Гуляев на грампластинке[15]
- 1975 год — Анатолий Мокренко исполнил песню к 30-летию Победы
- 1976 год — Юрий Богатиков на грампластинке «Михаил Матусовский. Стихи и песни»[16]
- 1978 год — Алексей Покровский[17]
- 1978 год — Кальмер Тенносаар на грампластинке «Kes mind kuuleb laulevada», на эстонском языке[18]
- 1984 год — Иосиф Кобзон исполнял песню в концертной программе
- 1988 год — Евгений Нестеренко на грампластинке «Евгений Нестеренко. Нам дороги эти позабыть нельзя». Запись 1985 года[19]
- 1990 год — Борис Зайцев на грампластинке «Дорогами войны. Поёт Борис Зайцев». Запись 1989 года[20]

Кроме этого песню исполняли другие известные российские певцы, такие как Александр Маршал, Ренат Ибрагимов, Дмитрий Хворостовский, Зара и Денис Майданов, Пётр Захаров и хор Сретенского монастыря и др. Для фильма «Старые песни о главном 2» песню записали Виктор Рыбин, Сергей Мазаев и Николай Фоменко.
Песня использована в фильме режиссёра Джона Хьюстона «Кремлёвское письмо» 1970 год.

### Комментарии
1. ↑  Деревня не сохранилась. Сейчас — территория сельского поселения «Деревня Высокое» Куйбышевского района Калужской области.